# 探空火箭

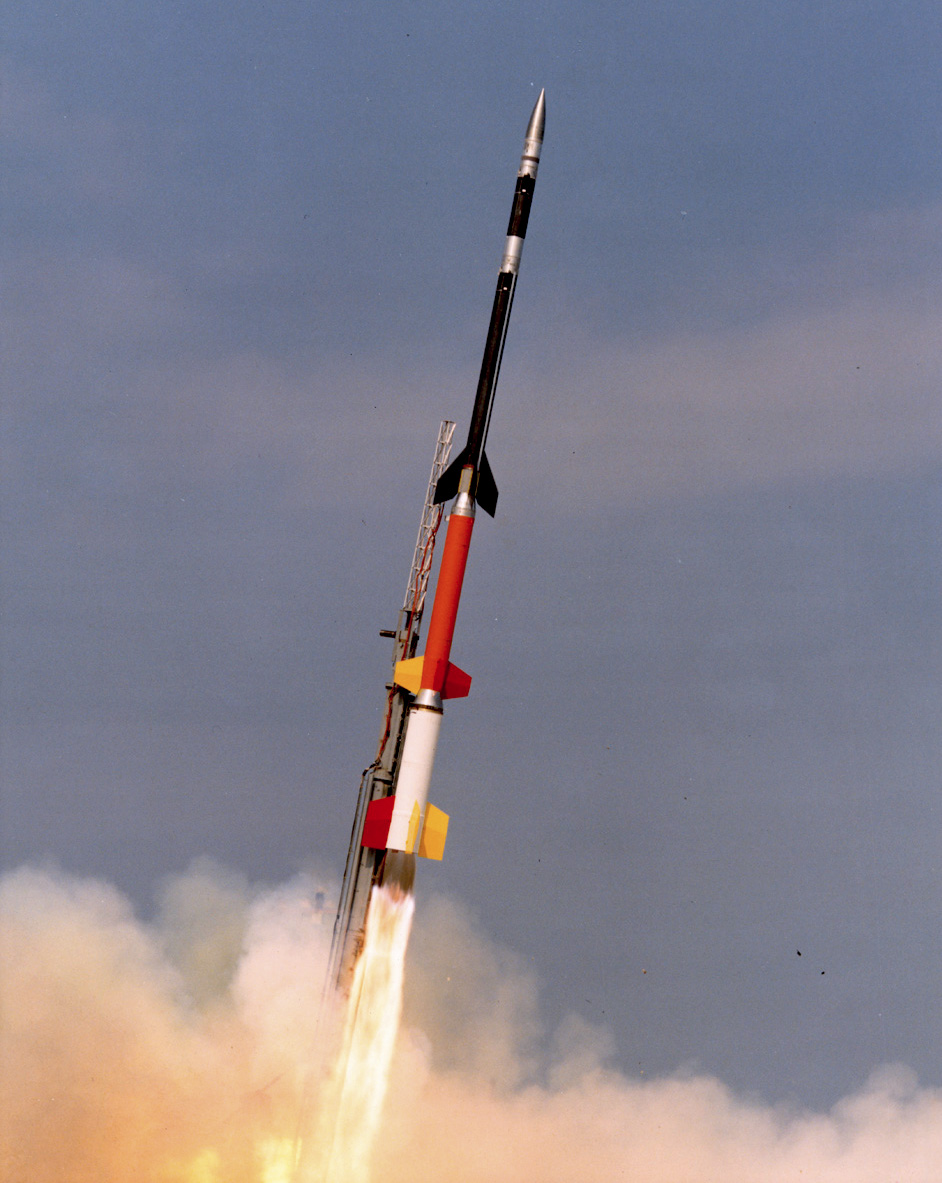
黑色布蘭特13探空火箭

探空火箭（英语：Sounding rocket）是一種比較特殊的運載工具，它只攜帶科學儀器進行亞軌道飛行。探空火箭一般為無控制火箭，具有結構簡單、成本低廉、發射方便等優點。它更適用於臨時觀察短時間出現的特殊自然現象（如極光、日食、太陽爆發等）和持續觀察某些隨時間、地點變化的自然現象(如天氣)。

探空火箭通常可按研究對象分類，如氣象火箭、生物火箭、地球物理火箭等。氣象火箭多用於100公里以下高度的大氣常規探測。生物火箭用於外層空間的生物學研究。地球物理火箭用於地球物理參數探測，使用高度大多在120公里以上。